# Спокен (Мисури)
Спокен (енгл. Spokane) насељено је место без административног статуса у америчкој савезној држави Мисури.

## Демографија
По попису из 2010. године број становника је 177, што је 44 (33,1%) становника више него 2000. године.
| Група             | 2000.       | 2010.       |
| Белци             | 129 (97,0%) | 174 (98,3%) |
| Афроамериканци    | 0 (0,0%)    | 0 (0,0%)    |
| Азијати           | 0 (0,0%)    | 0 (0,0%)    |
| Хиспаноамериканци | 1 (0,8%)    | 1 (0,6%)    |
| Укупно            | 133         | 177         |